# Natalja Romanowytsch-Tkatschenko

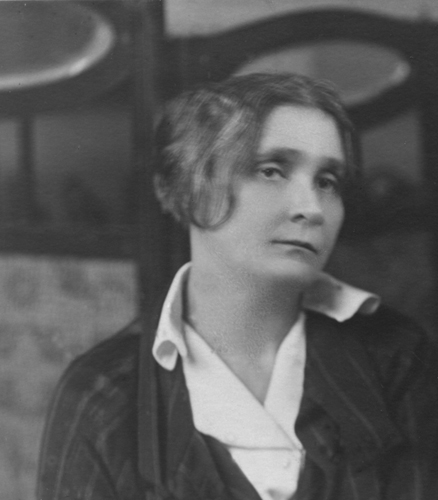
Natalja Romanowytsch-Tkatschenko

Natalja Danyliwna Romanowytsch-Tkatschenko (ukrainisch Наталя Данилівна Романович-Ткаченко, * 1884 in Skwyra; † 1933 in Kiew) war eine ukrainisch-sowjetische Aktivistin, Schriftstellerin und Übersetzerin. 

## Biografie

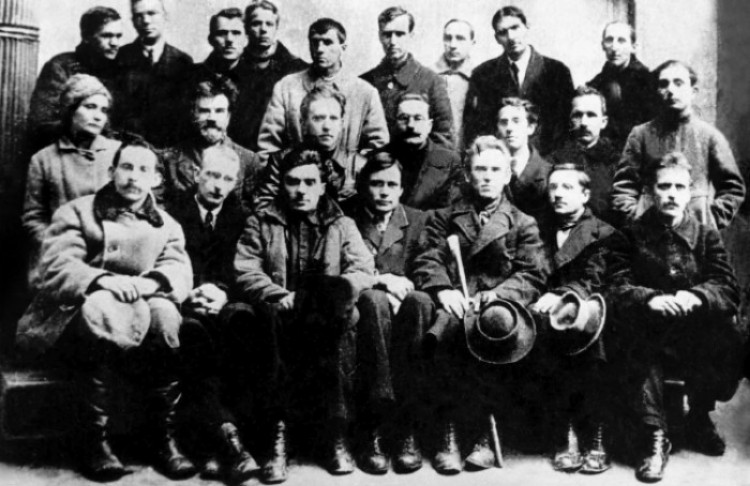
Charkiwer und Kiewer Künstler, 1923. Von links nach rechts. Erste Reihe: Maksym Rylskyj, Jurij Meschenko, Mykola Chwylowyj, Majk Johansen, Juchym Mychajliw, Mychajlo Werykiwskyj, Pylyp Kosyzkyj. Zweite Reihe: Natalja Romanowytsch-Tkatschenko, Mychajlo Mohyljanskyj, Wassyl Ellan-Blakytnyj, Serhij Pylypenko, Pawlo Tytschyna, Pawlo Fylypowytsch. Dritte Reihe: Dmytro Sahul, Mykola Serow, Mychajlo Draj-Chmara, Hryhorij Kossynka, Wolodymyr Sosjura, Teodosij Osmatschka, Wolodymyr Korjak, Mychajlo Iwtschenko

Sie studierte in Slatopil und Kiew. Während sie in Tschyhyryn lebte, beteiligte sie sich an den Aktivitäten ukrainischer revolutionärer Gruppen. Von 1903 bis 1906 war sie im Exil in Lwiw, wo sie Iwan Franko kennenlernte und dort 1905, 1909 und 1911 Geschichten in der von der Wissenschaftlichen Gesellschaft Schewtschenko herausgegebenen Zeitschrift Literarisch-wissenschaftlicher Herold veröffentlichte. Sie verfasste unter anderem Chroniken der Russischen Revolution von 1905. In Kiew war sie als Sekretärin der Ukrainischen wissenschaftlichen Gesellschaft tätig.
1923 wurden Romanowytsch-Tkatschenkos Werke in der Charkiwer Zeitschrift Tscherwonyj schljach (Roter Weg) veröffentlicht. Ihre Arbeiten wurden dafür kritisiert, dass sie einseitig idealisierte Figuren populistischer Intellektueller hervorbrächten, anstatt echte Kommunisten zu zeigen. Sie war auch als Übersetzerin englischer Literatur tätig. Zum Beispiel übersetzte sie Werke von Rudyard Kipling (1910), Upton Sinclair (1918) und Thomas Mayne Reid (1929).